# Syzygops
Syzygops är ett släkte av skalbaggar. Syzygops ingår i familjen vivlar.

## Dottertaxa tillSyzygops, i alfabetisk ordning[1]
- Syzygops alluaudi
- Syzygops antelmei
- Syzygops aureoviridis
- Syzygops cinerea
- Syzygops cinereus
- Syzygops coquereli
- Syzygops cyclops
- Syzygops desjardinsi
- Syzygops desjardinsii
- Syzygops fuscipes
- Syzygops hystrix
- Syzygops laterivirens
- Syzygops obscura
- Syzygops obscurus
- Syzygops prasina
- Syzygops prasinus
- Syzygops raffrayi
- Syzygops tuberculata
- Syzygops tuberculatus
- Syzygops vinsoni